# 大劇院駅 (広州市)
座標: 北緯23度7分5.5秒 東経113度19分8.9秒 / 北緯23.118194度 東経113.319139度
大劇院駅（だいげきいんえき）は、中華人民共和国広東省広州市天河区に位置する珠江新城新交通システム線(APM線)の駅である。計画時の名称は広州歌劇院駅、開業時は歌劇院駅であったが、2013年12月28日に現駅名に改称した。

## 駅構造
- 島式ホーム2面4線を有する地下駅。

## 駅周辺
- 広州大劇院

## 歴史
- 2010年11月8日 - 歌劇院駅として開業[3]。
- 2010年12月4日 - 臨時終着駅としての役割を終える。
- 2013年12月28日 - 大劇院駅に改称。

## 隣の駅
広州地下鉄
■珠江新城新交通システム線(APM線)
花城大道駅 - 大劇院駅 - 海心沙駅